# Parterre de broderie

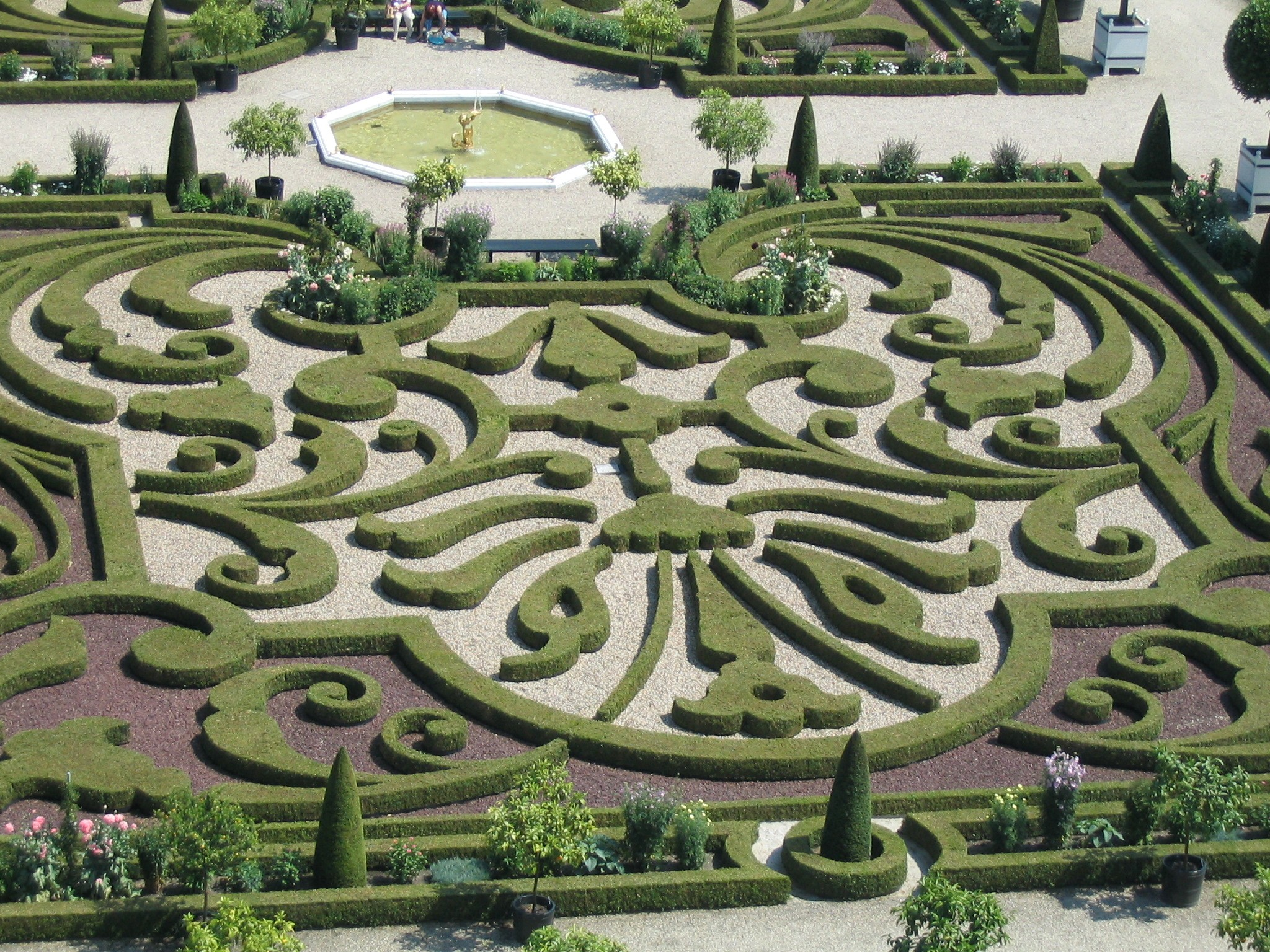
De gereconstrueerde parterre van Paleis Het Loo.

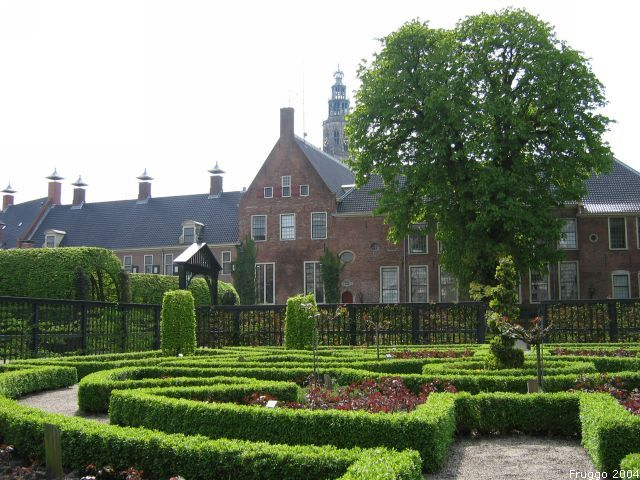
De parterre van het Prinsenhof in Groningen met de voor een wandelaar onherkenbare gekroonde prinselijke monogrammen.

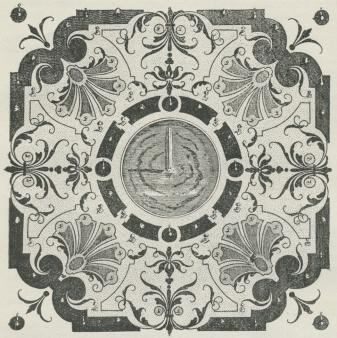
Voorbeeld van een Franse parterre in een vroeg-18e-eeuws tuinboek.

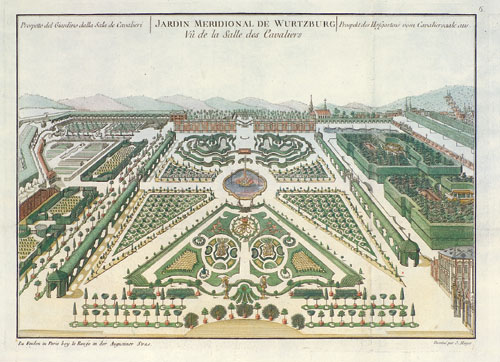
Parterre in Franse stijl in de Hofgarten in Würzburg.

Een parterre de broderie, ook broderie-parterre of kortweg parterre, is een sierelement in een tuin. Een dergelijke parterre wordt gemaakt door rijen buxusplanten te planten in een patroon. Daartussen wordt ruimte gelaten voor banen gras, bloemperken en tuinmeubilair zoals tuinvazen en beelden. Het Franse begrip "parterre" verwijst naar wat dicht bij de bodem of grond ("terre") ligt.
De voorganger van de parterre waren de knooptuin ("knot garden") en de renaissancetuin. De tuinarchitect Claude Mollet (rond 1564 — kort voor 1649) die als "premier jardinier du Roy" verantwoordelijk was voor de koninklijke tuinen in Frankrijk was de geestelijke vader van de parterre. Hij had zijn inspiratie opgedaan bij zijn vader Jacques Mollet die de in Italiaanse stijl aangelegde tuinen van het château d'Anet had onderhouden. De derde generatie, de tuinman André Mollet introduceerde de Italiaans-Franse tuinen met hun broderie in Nederland, Zweden en Engeland.
De parterre ontstond in een tijd dat tuinen vooral als wandeltuin en soms, zoals op Het Loo bij Apeldoorn als een uitbreiding van het huis werden gezien. Het iconografisch programma dat tijdens de barok in het huis tentoon werd gespreid kreeg in de tuin een vervolg. De hovelingen van die tijd waren getraind in het herkennen van de vele verwijzingen naar de antieke mythologie.
Een in buxus uitgevoerd koninklijk of prinselijk monogram was een vast onderdeel van een tuin met parterres de broderie. De parterre met het gekroonde monogram van de koning-stadhouder in de tuinen van Het Loo is verloren gegaan. In de gereconstrueerde tuin van het Prinsenhof in Groningen is een dergelijke parterre nog te vinden.
De ramen van de huizen van de koning en de adel werden in de 17e eeuw groter en vanaf de bel-etage, de eerste verdieping die de belangrijkste woonlaag was, bood een parterre de broderie een fraai uitzicht. Grasvelden, zogenaamde gazons, werden in de 17e en 18e eeuw nog niet als deel van een tuin aangelegd. De nadruk lag immers op het contrast tussen de gecultiveerde tuin en de woestenij van de, nog niet gewaardeerde, natuur.
Omdat de parterres van Versailles vanuit de derde woonlaag het beste konden worden bekeken werd wel gespot dat ze voor het plezier van de keuken- en kamermeisjes waren aangelegd.
In de eeuwen voordat grote aantallen bloeiende planten uit vooral Zuid-Afrika naar Europa werden gebracht waren er nog maar weinig bloeiende tuinplanten. De parterres boden de mogelijkheid om toch een kleurige tuin aan te leggen door bijvoorbeeld schelpen of gekleurd grint tussen de rijen buxusstruiken en grasstroken te strooien. Zo kreeg de parterre het aanzicht van een tapijt. Het eerste echte "gazon" dat in de tuingeschiedenis werd vermeld is het "tapis vert", een grasveld in de tuin van het kasteel van Versailles.
De parterres raakten in de 18e eeuw uit de mode toen de Engelse landschapstuin in heel Europa populair werd. In de tuinen van Het Loo werden de achterste parterres binnen de halfronde zuilengalerijen al onder stadhouder Willem V vervangen door een landschapstuin met kronkelende paden. De parterres hadden veel onderhoud nodig, de napoleontische oorlogen veroorzaakten geldgebrek aan de hoven en verstoorden de machtsverhoudingen. Zo werd de Franse Revolutie met haar nasleep voor veel tuinen met parterres de nekslag.
In Nederland verdwenen de Franse tuinen bij Het Loo, Soestdijk, Honselaarsdijk, Huis ter Nieuburch en het Oude Hof, het huidige Paleis Noordeinde. Zij werden eerst verwaarloosd en daarna verkaveld of tot landschapstuinen omgevormd. De beroemde tuinen van Het Loo werden later hersteld in hun oude glorie.
Voorbeelden van parterres werden in boeken door heel Europa verspreid.
In de 20e eeuw zijn her en der in Europa tuinen in hun 18e-eeuwse luister hersteld. Dat was een moeilijke beslissing omdat de plaats van de barokke tuinen met hum broderieën werd ingenomen door Engelse landschapstuinen die ook alweer eeuwen oud waren en ook cultuurhistorische waarde bezaten. Bij de restauratie van Het Loo in Nederland gaven de hoge leeftijd van de nog ten tijde van Lodewijk Napoleon Bonaparte geplante bomen en de eisen die aan de beveiliging van het huis van prinses Margriet en het door de Nederlandse vorst gebruikte kasteel Het Oude Loo werden gesteld de doorslag bij het omstreden besluit om de 18e-eeuwse tuinen met hun broderie weer te herstellen. De bomen waren aan het einde van hun levensspanne gekomen. Restanten van de tuinen werden onder een dikke laag dekzand teruggevonden, wat de restauratie gemakkelijker maakte.

## Parterres in de Nederlanden

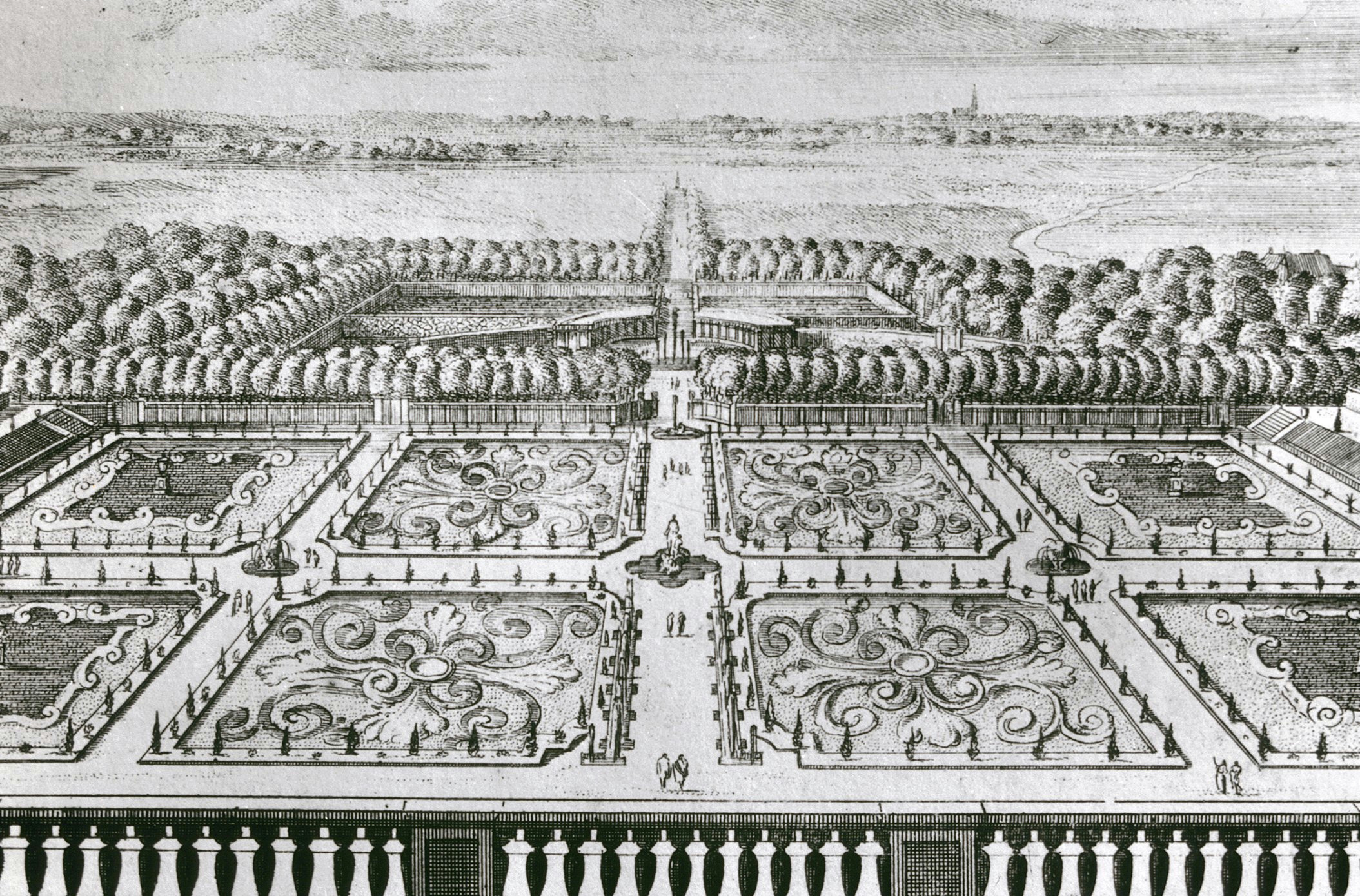
De parterres de Broderie in de tuin van Het Loo ten tijde van de Koning-Stadhouder.
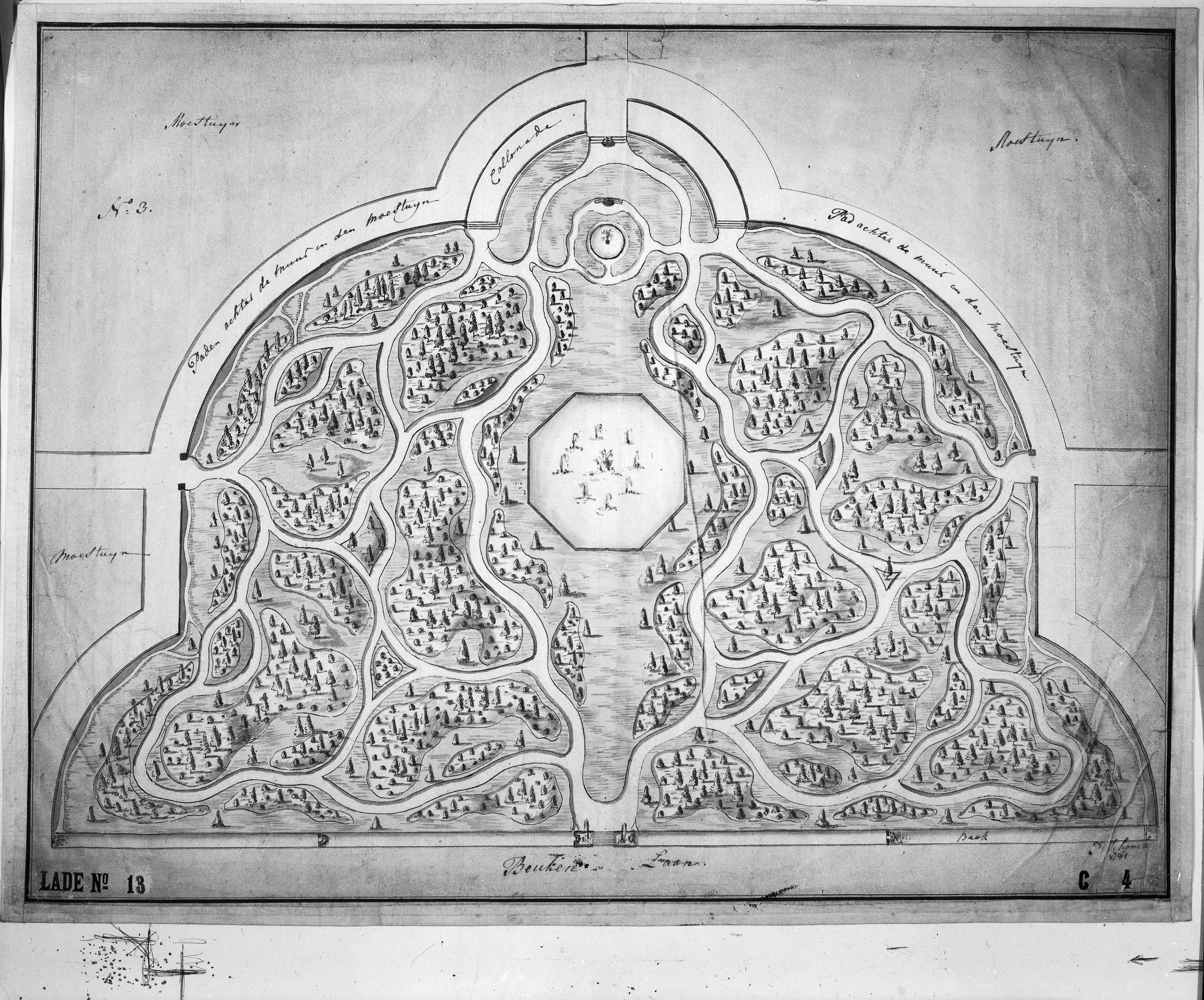
Van de bovenste parterres in de tuin van Het Loo werd al onder Willem V een landschapstuin gemaakt.

## Historische parterres

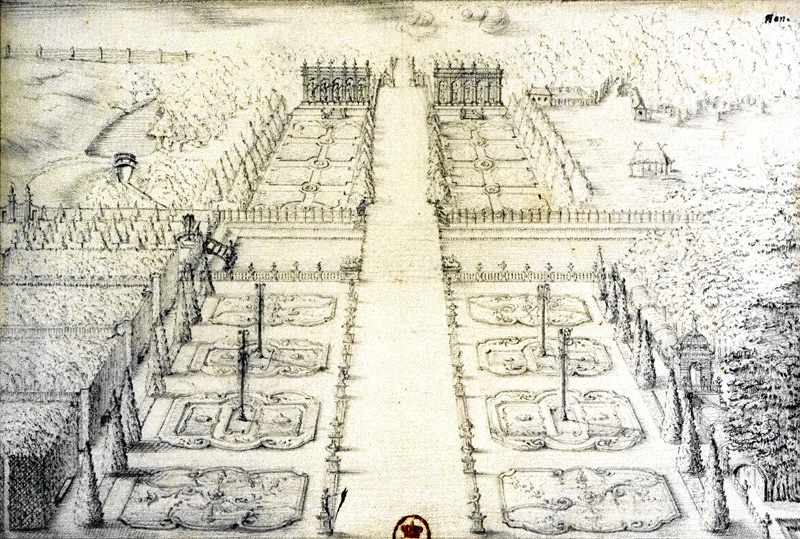
Parterre van het Branicki Paleis in Białystok, rond 1750
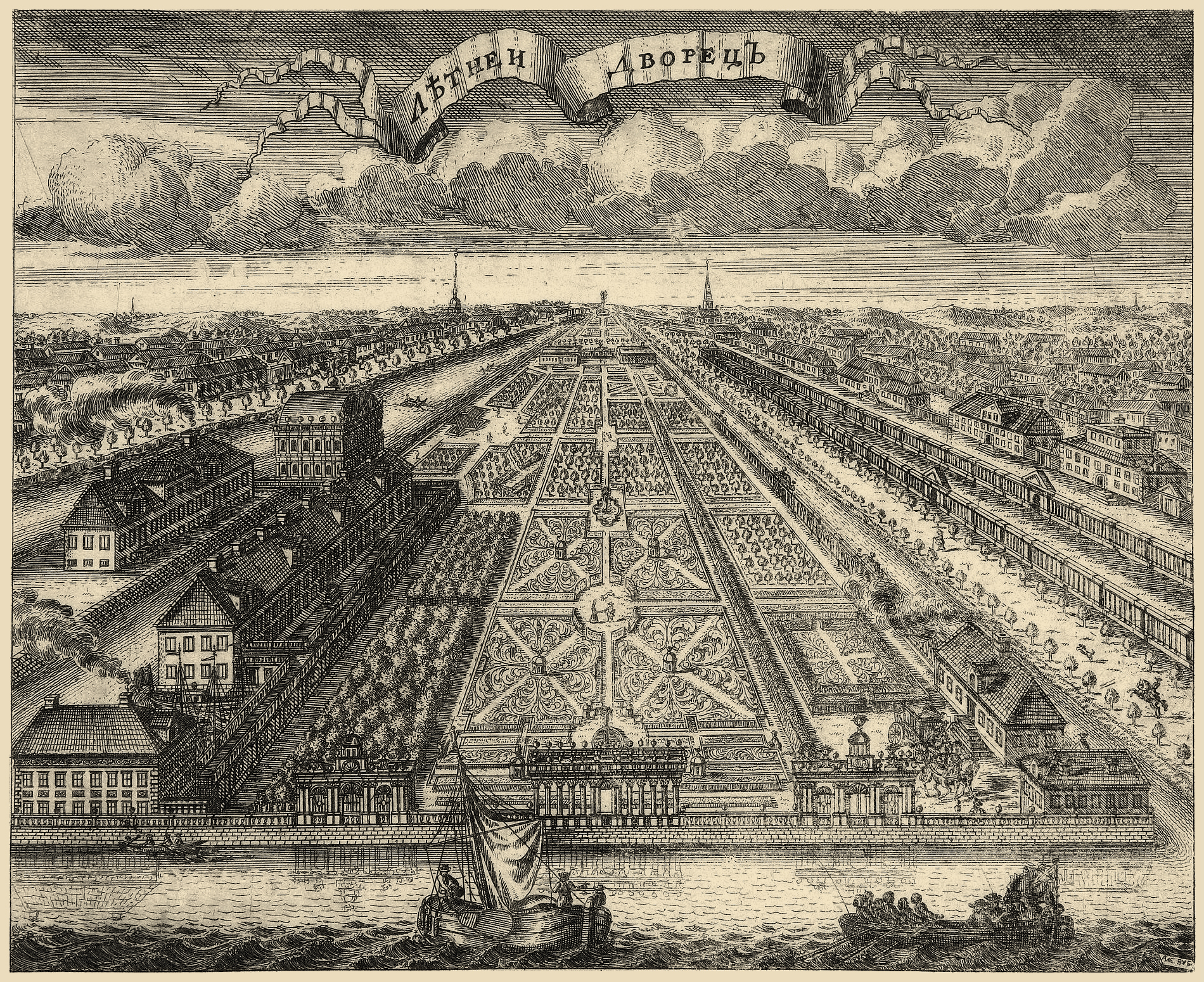
De zomertuin in Sint-Petersburg, 1716
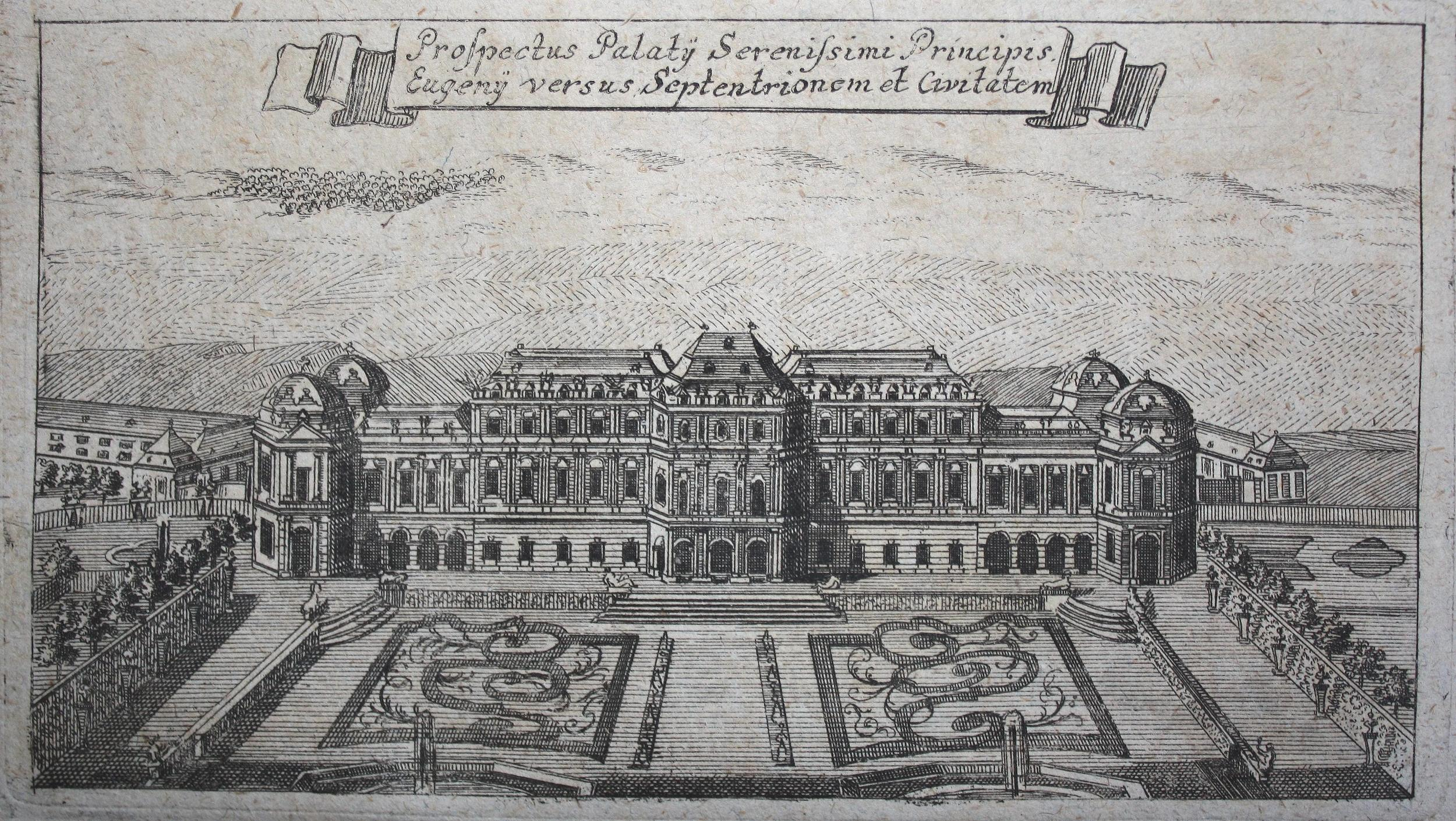
De tuinen rond het Belvedere in Wenen op een ets van rond 1753
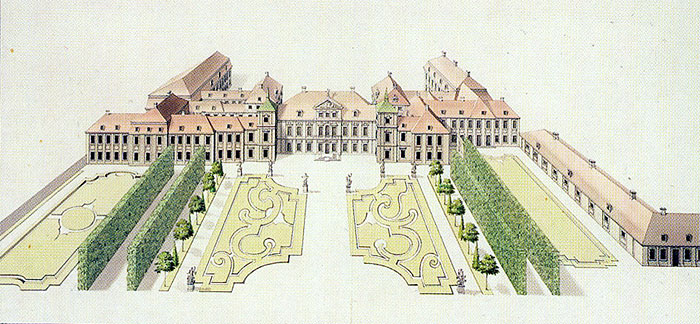
Parterre van het Saksische paleis in Warschau 1765

### Moderne tuinkunst

Een moderne parterre
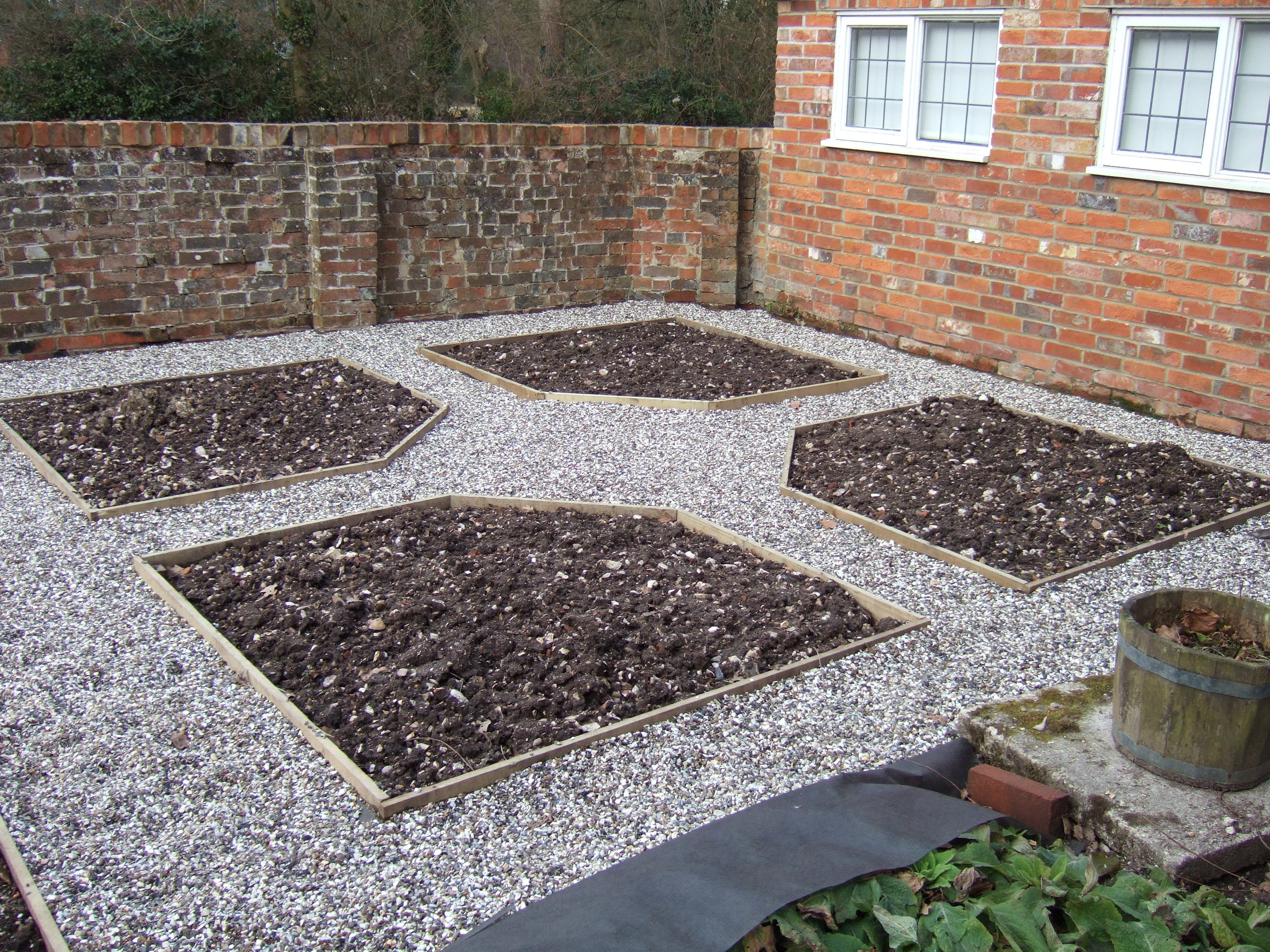
Parterre vlak na de aanleg
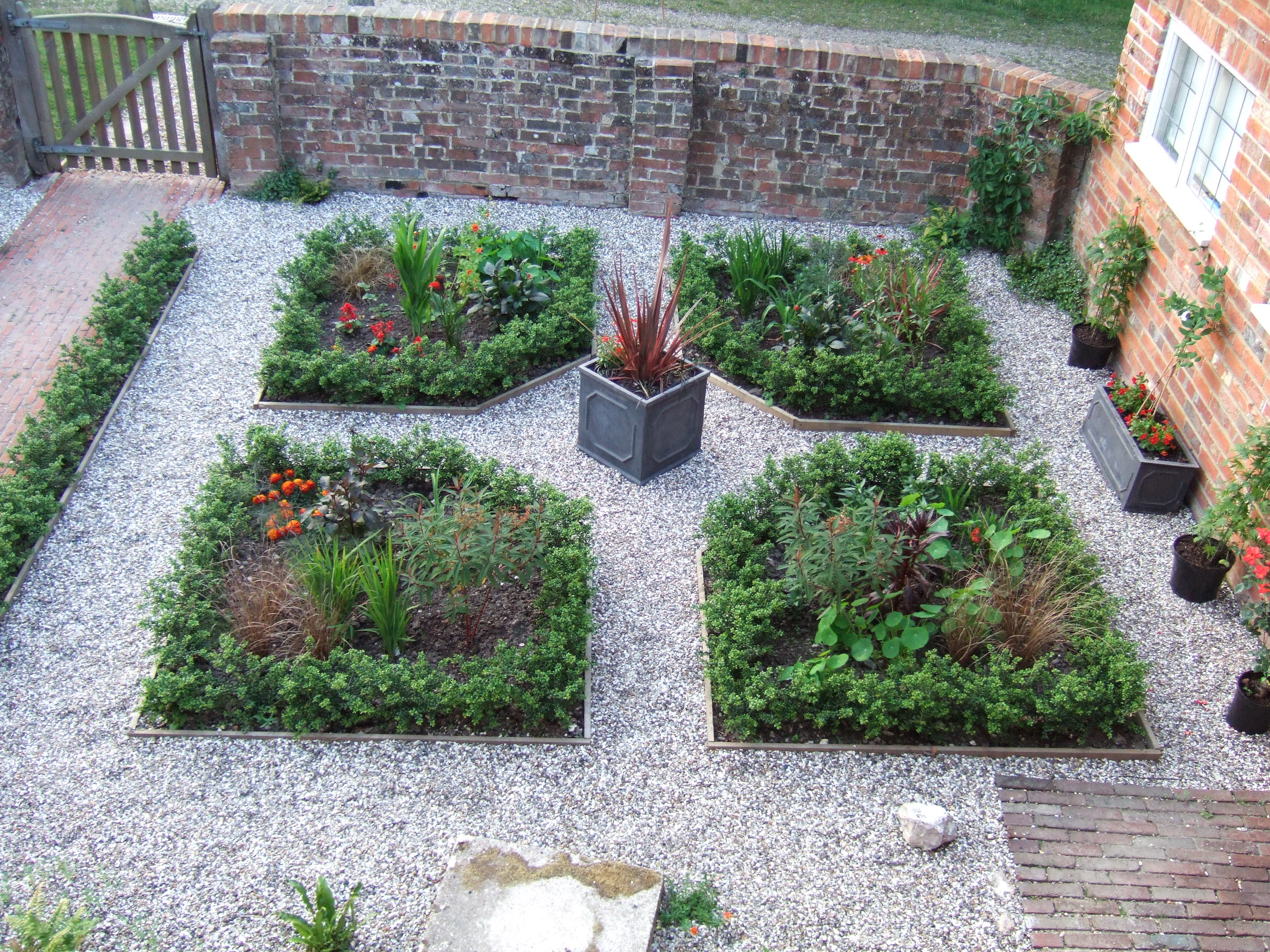
Dezelfde parterre na drie maanden
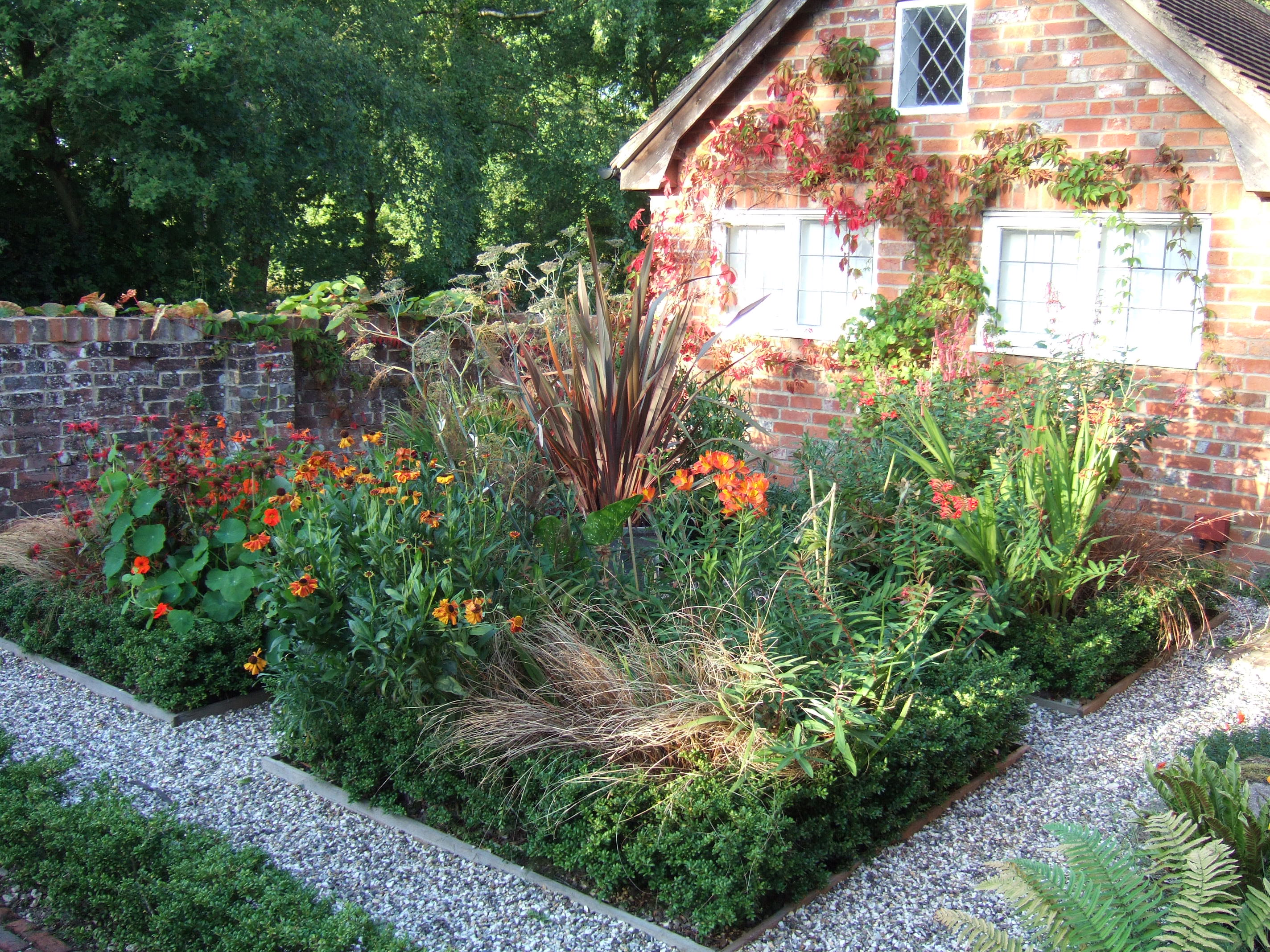
Na 18 maanden